# Eleonora Portugalska (królowa Aragonii)
Eleonora Portugalska (ur. 3 lutego 1328, zm. 29 października 1348 w Exerica) – infantka portugalska, najmłodsza córka króla Alfonsa IV i królowej Beatrycze Kastylijskiej. Dziadkami po matce byli Sancho IV Odważny i Maria de Molina.
19 listopada 1347 poślubiła Piotra IV, króla Aragonii i stała się królową Aragonii. Zmarła niecały rok po ślubie z powodu epidemii. Para nie doczekała się potomstwa.